# Nadsat
Nadsat är det engelsk-ryska slangspråk Anthony Burgess uppfann när han skrev romanen En apelsin med urverk (A Clockwork Orange, 1962).